# Chaetocnephalia cortesi
Chaetocnephalia cortesi är en tvåvingeart som beskrevs av Gonzalez 2004. Chaetocnephalia cortesi ingår i släktet Chaetocnephalia och familjen parasitflugor. Inga underarter finns listade i Catalogue of Life.